# Фішев Олексій Миколайович
Фішев Олексій Миколайович (псевдонім рос. Уголок, Угол, Учитель) (нар. 2 лютого 1973, Улан-Уде, Бурятія, Східний Сибір, СРСР — 23 листопада 2003, Санкт-Петербург, РФ) — поет і декламатор власних творів, вокаліст, гітарист. Засновник гурту «Малюк і Вчитель» (рос. Малыш И Учитель) та сибірського хардкор-панк-гурту «Оргазм Нострадамуса», основоположник анархо-аморалістичної філософії.

## Історія

### «Малыш И Учитель»
У серпні 1993 року Олексій рос. «Угол» Фішев (гітара, вокал) разом з його дівчиною Юлією рос. «Малыш» Тарасенко (вокал) і другом дитинства Олександром рос. «Плечистым» Бяковим (гітара, перкусія) записали альбом під назвою «Для тих, хто палить смішні папіроси» (рос. Для тех, кто курит смешные папиросы), пізніше, в своїй тусовці, його перейменували на більш езотеричну і коротшу назву «Поки димить косяк» (рос. Пока дымится косяк). Про існування цього альбому, на аудіокасеті, було відомо лише серед найближчих друзів гурту, якість запису була низькою. Записавши єдиний альбом, проєкт розпався через розставання Юлії Малыш з Углом. Кілька років по тому в 1999 році Юлія загинула від передозування героїном. Згодом, лейбл «Ізоляція Рекордс» спільно з фан-клубом гурту «Оргазм Нострадамуса» видали цей альбом.
У 1995 році в місті Улан-Уде, Східного Сибіру, Угол з ідейним спільником та другом дитинства рос. Резаном (Леонідом Рєзановим) заснували анархо-аморал-хардкор-панк гурт «Оргазм Нострадамуса». Назва походить зі схрещування найменувань попередніх музичних гуртів засновників проєкту — «Оргазм Джоконди», Олексія і «Гріхи Нострадамуса» — Рєзана. У новоспеченому гурті Олексій став вокалістом, а Рєзан шоуменом. Тексти та ідеологію визначав Угол.

## Концепція, сценічний характер
Угол розробив унікальний філософський концепт — анархо-аморалізм, що ґрунтувався на запереченні морально-етичних норм, романтизації саморуйнування і життя в хаосі. На ґрунті цієї ідеології було сформовано «Рух гідроцефалів», який згуртовував панків і творчих особистостей Улан-Уде, відкинутих соціумом. Які, за цією концепцією, йшли війною на цнотливість і моральність.
Причому, Олексій був інтелектуалом, за свідченнями близьких людей — любив Достоєвського, Набокова, Мамлєєва, читав буддистські тексти, Блаватську, Гегеля, Григорія Клімова, Гурджиєва, Ніцше, Папюса, Стівенсона, Шопенгауера, екзистенціалістів, окультистів і грецьких філософів. Його вірші пронизані релігійними догмами суфіїв і буддистських ченців, містять концепції нескінченності протистояння ієрархічним системам мінливих епох людської цивілізації, теорію абсурдистської дійсності, роздуми про час і небуття, та наскрізь просякнуті анархічною сутністю.
Сценічний образ Угла — екстравагантна особистість, що відображає дивакуваті світогляди вигаданих персонажів, мегаханига, який живе у фантастичному внутрішньому світі, зітканому з нічних фантазій, алкогольно-наркотичних галюцинацій, любовно-еротичних переживань тощо.
Іноді Олексій називав себе рос. Алёшей-почемучкой.

## Здобутки
- Гурт «Малюк і Вчитель» (рос. Малыш И Учитель)
  - 1993 — Поки димить косяк («Для тих, хто курить смішні папіроси»).
- Анархо аморальная поэзия — Для опохмелившихся…[11].
- Гурт «Оргазм Нострадамуса».

## Смерть
Увечері 22 листопада 2003 року, під час гастролей гурту, Угол зі своєю дівчиною прийшов у Санкт-Петербурзький клуб «Dead Fish». Він занадто багато випив і відключився в задушливій комірчині під трубами. Отямитися йому вже так і не довелося. Олексій Фішев помер внаслідок сильного алкогольного отруєння. Судмедекспертиза виявила в його крові понад сім проміле алкоголю, за смертельної дози в п'ять проміле.
Похований на Центральному кладовищі в селі Склозавод (Улан-Уде), квартал 55, сектор 10.